# Elezioni presidenziali negli Stati Uniti d'America del 1912
Le elezioni presidenziali statunitensi del 1912 si svolsero il 5 novembre 1912.
La sfida oppose il candidato democratico Thomas Woodrow Wilson, il presidente repubblicano uscente William Howard Taft e l'ex presidente Theodore Roosevelt, candidato per il Partito Progressista (una nuova formazione nata per sua iniziativa dalla scissione del Partito Repubblicano).
La particolarità di queste elezioni risiede nel fatto che, per la prima e unica volta, un terzo partito riuscì a imporsi superando per numero di suffragi uno dei due partiti principali. Inoltre i candidati furono tutti e tre i presidenti della cosiddetta età progressista (un periodo di radicali riforme negli Stati Uniti compreso tra il 1901 e il 1918).
Wilson fu eletto presidente, ma ottenne una minoranza (41,8%) di voti popolari, che risultò vincente proprio a causa della spaccatura dei repubblicani.

## Risultati
| Candidati                  | Candidati                   | Partiti                      | Voti       | %     | Delegati |
| Presidente                 | Vicepresidente              | Partiti                      | Voti       | %     | Delegati |
| -------------------------- | --------------------------- | ---------------------------- | ---------- | ----- | -------- |
| Thomas Woodrow Wilson (NJ) | Thomas Riley Marshall (IN)  | Partito Democratico          | 6 296 184  | 41,87 | 435      |
| Theodore Roosevelt (NY)    | Hiram Warren Johnson (CA)   | Partito Progressista         | 4 122 721  | 27,42 | 88       |
| William Howard Taft (OH)   | Nicholas Murray Butler (NY) | Partito Repubblicano         | 3 486 242  | 23,19 | 8        |
| Eugene Victor Debs (IN)    | Emil Seidel (WI)            | Partito Socialista d'America | 901 551    | 6,00  | –        |
| Eugene Wilder Chafin (IL)  | Aaron Sherman Watkins (OH)  | Partito Proibizionista       | 208 157    | 1,38  | –        |
| Arthur Elmer Reimer (MA)   | August Gilhaus (NY)         | Socialist Labor Party        | 29 324     | 0,20  | –        |
| Altri candidati            | -                           | -                            | 4 556      | 0,03  | –        |
| Totale                     | Totale                      | Totale                       | 15 036 407 | 100   | 531      |